# Марибор (хоккейный клуб)
«Марибор» (словен. Maribor) — словенская хоккейная команда из Марибора. Основана в 1993 году.

## История
История развития зимних видов спорта в Мариборе идет с довоенного времени. В городе развивались горнолыжный спорт и фигурное катание, постепенную популярность обретал и хоккей с шайбой. Однако первая команда в городе появилась лишь после войны — в феврале 1949 года был основан клуб «Полет» как структурное подразделение местного спортивного общества железнодорожников.
Вскоре команда вышла в национальную лигу союзной республики Словения. В 1974 году в городе был построен новый ледовый дворец. В сезоне 1977/78 мариборская команда под названием «Ставбар» заняла второе место в словенской лиге, которая в системе лиг Югославии считалась второй федеральной.

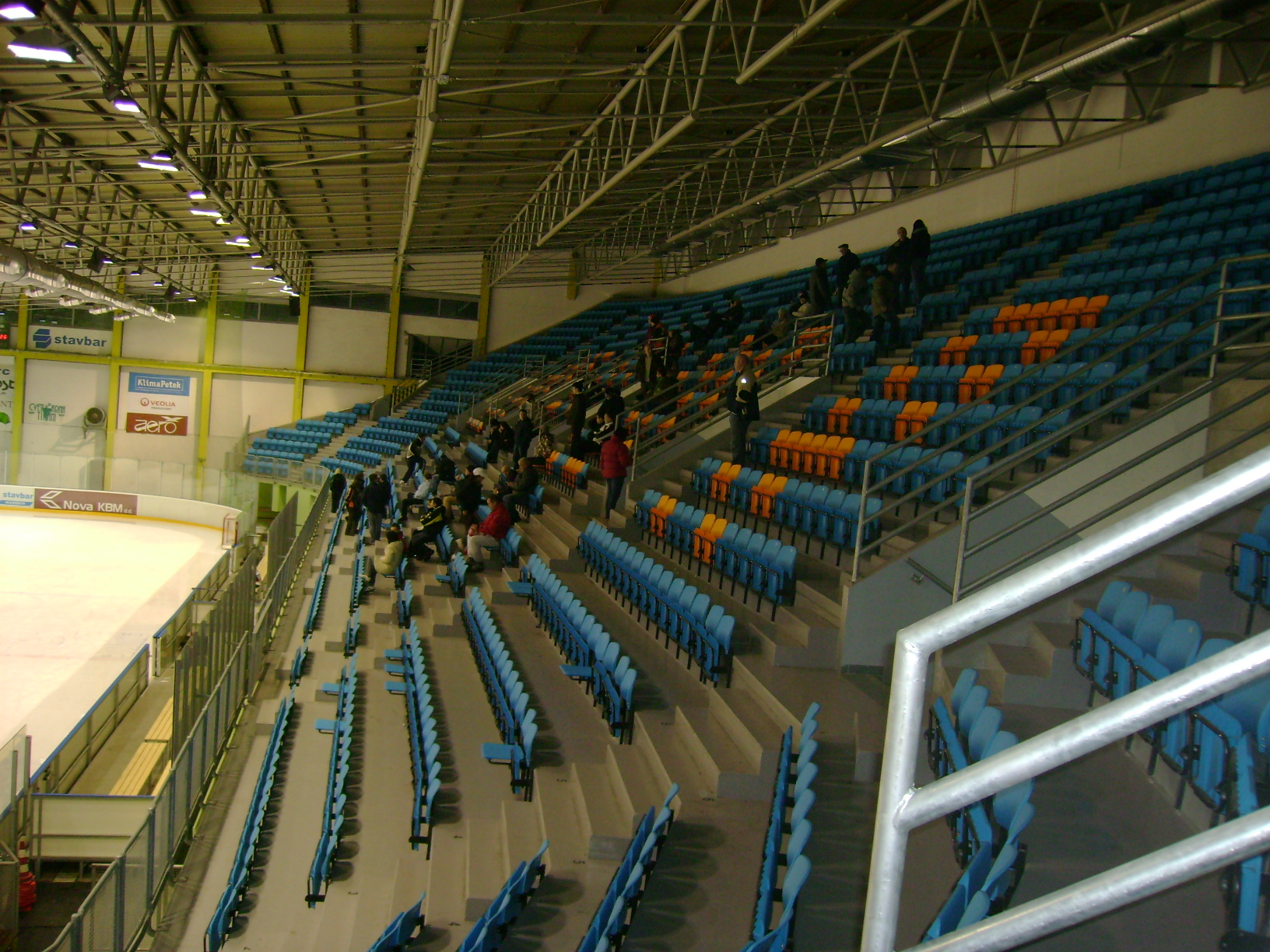
Табор — домашняя арена «Марибора»

В 1984/85 команда из Марибора под названием «Автопревоз» заняла первое место во второй федеральной лиге и вышла в первую лигу. В 1987 году спортивному клубу железнодорожников исполнилось 60 лет. Секция же хоккея с шайбой была переориентирована на воспитание своих игроков в хоккейных школах. В 1991 году для популяризации хоккея в городе была создана собственная лига — Мариборская.
История современного профессионального хоккея в Мариборе ведётся с 1993 года. В сезоне 1993/94 команда «Лисяки» заняла 6-е место в словенской высшей лиге. В 1996 была завоевана первая медаль — бронзовая. В следующем году клуб был переименован в «Протонавто». Команда под новым названием заняло пятое место в чемпионате 1997 года.
С 1998 по 2005 год команду возглавлял Владимир Швейда. В сезоне 2006/07 команда была переименована в «Марибор».
Сезон 2009/10 стал самым успешным за историю клуба — команда стала победителем Слохоккей лиги, турнира, в котором принимали участие команды Словении, Сербии, Хорватии и Австрии.
Команда также трижды участвовала в розыгрышах Континентального кубка по хоккею с шайбой.

## Достижения
- Слохоккей лига:
  - Победители (1)  : 2010